# Grammoxyla hieroglyphica
Grammoxyla hieroglyphica là một loài bọ cánh cứng trong họ Cerambycidae.